# Saint-Léger-de-Rôtes
Saint-Léger-de-Rôtes é uma comuna francesa na região administrativa da Normandia, no departamento de Eure. Estende-se por uma área de 6,46 km². Em 2010 a comuna tinha 461 habitantes (densidade: 71,4 hab./km²).